# Mariano Roque Alonso (Distrikt)
Mariano Roque Alonso ist eine Stadt und Distrikt im Departamento Central in Paraguay mit 101.700 Einwohnern. Sie liegt am Río Paraguay und grenzt an Asunción. Hier findet jährlich die größte Handelsmesse des Landes statt, die Expo MRA.

## Geschichte
Die Stadt wurde am 27. Oktober 1927 gegründet. Dafür wurden 700 Hektar Land der Firma Liebig’s Extract of Meat Company des deutschen Agrochemikers Justus von Liebig enteignet. Das Unternehmen besaß seit 1898 Ländereien in Paraguay, auf denen es Rinder züchtete. Sie wurde nach Konsul Mariano Roque Alonso benannt, der den Ort häufig besucht hat. Am 30. August 1945 wurde die Stadt zum Distrikt erhoben.

## Wirtschaft
Die Wirtschaft der Stadt stützt sich auf den Handel – mehrere große Einkaufszentren haben sich an der Ruta Transchaco angesiedelt – den Hafen Fenix, die Textilindustrie und die Fischerei. Die 2015 gegründete Textilfabrik Texcin gilt als Paradebeispiel für das hohe Wirtschaftswachstum Paraguays von jährlich 6 %. Anfangs produzierte sie mit 50 Arbeiterinnen 50.000 Kleidungsstücke im Monat, 2017 stieg die Anzahl der Beschäftigen auf 400 und die Produktion auf 300.000 Stück pro Monat, die alle für den brasilianischen Markt bestimmt sind.
An der 15-tägigen internationalen Agrar- und Industriemesse Expo MRA nehmen rund 500 Firmen aus 24 Ländern teil.